# دنكان الأول
دونخاد ماك كرينين (بالغالية الحديثة: Donnchadh mac Crìonain؛ بالغالية القروسطية: Donnchad mac Crínáin وفي المصادر الإنجليزية «دنكان الأول»، وكان يلقب بـ«المريض» أو An t-Ilgarach ؛ ولد حوالي العام 1001 وتوفي 14 أغسطس 1040)  وكان ملك اسكتلندا (ألبا) من عام 1034 إلى 1040. وهو الأساس التاريخي لشخصية الملك دنكان في مسرحية ماكبث.

## حياته
دنكان هو ابن كرينان حاكم منطقة دونكيلد بالوراثة، وبيثوك ابنة الملك مال كوليم ماك كينيدا (مالكوم الثاني).
يبدو أن دنكان كان شابا على عكس ما صوّره شكسبير. وخلف جده مالكوم على العرش بعد وفاة الأخير في 25 نوفمبر 1034، ولم يدوّن التاريخ أي معارضة. كما يظهر أنه كان خليفة مالكوم المعترف به إذ أن عملية انتقال العرش تمت دون مشاكل. ذكر المؤرخ جون من فوردون أن دنكان كان ملك ستراثكلايد في عهد جده، بين عامي 1018 و 1034، حيث حكم مملكة ستراثكلايد السابقة كتابع، قد تبع المؤرخون السابقون هذه الفكرة، ولكن المؤرخين الحديثين يرفضونها. 
يذكر مصدر قديم مشتق عن كتاب «وقائع ملوك ألبا» أن اسم زوجة دنكان هو سوثن.  لكن من الثابت أنه أنجب ابنين. الأكبر هو مالكوم الثالث (مال كوليم ماك دونخادا) والذي تولى المُلك من عام 1058 إلى 1093، والثاني دونالد الثالث (دومنال بان، أو «دونالبان») والتي أصبح ملكا بعده. يحتمل أيضا أن كان له ابن ثالث هو مال مور إيرل أثول، وقد ذكر هذا في حكاية أوركني في أدب الفايكينغ، ولكن سجل أيضا في التاريخ أن مالكوم إيرل أثول (حفيد مال مور) تزوج من هيكستيلدا حفيدة دونالد الثالث.
لم تحدث أحداث مهمة في بدايات عهد دنكان، ربما لأنه كان صغير السن. وتم تسجيل ماكبيث (ماك بيثاد ماك فيندلاخ) بأنه كان دوقا في عهده، ويعتبر هذا المنصب رتبة بين الأمير والماركيز، ولكنه وقتها لم يزل يحمل المعنى الروماني dux أو القائد الحربي. وقد هذا يشير إلى أن ماكبث ربما كان القوة وراء العرش. 
في عام 1039، قاد دنكان جيشا اسكتلنديا كبيرا جنوب لمحاصرة مدينة دورهام، ولكن نتيجة الحملة كانت كارثية. نجا دنكان لكنه قاد جيشا في العام التالي إلى شمال نحو موراي، والتي كانت ملك ماكبث، حيث يظهر أنه قاد حملة عقابية ضد موراي. قتل دنكان هناك في المعركة في بوثناغوان، وهي الآن بيتغافيني قرب مدينة إلغين، على يد رجال موراي بقيادة ماكبث، وكان تاريخ وفاته على الأغلب في 14 أغسطس 1040 (كما ذكره المؤرخ ماريانوس سكوتوس، وتم تسجيل الوفاة في حوليات تيغرناخ).  ويعتقد أنه قد دفن في إلغين قبل نقله لاحقا إلى جزيرة إيونا.

## تصويره في الخيال
تم تصوير دنكان كملك مسن في مسرحية ماكبث (1606) بقلم ويليام شكسبير. حيث قتل في نومه على يد بطل المسرحية، ماكبث.
في الرواية التاريخية ماكبث الملك (1978) بقلم نايجل ترانتر، تم تصوير دنكان كمتآمر يضع الدسائس ويخاف من ماكبث كمنافس محتمل على العرش. وهو يحاول اغتيال ماكبث بالسم، وعندما يفشل ذلك يهاجم موطنهه بجيش. ثم يلقاه ماكبث في المعركة ليدافع عن نفسه ويقتله في قتال بينهما فردا لفرد.
في مسلسل الرسوم المتحركة التلفزيوني «الكراغل» تم تصويره كملك ضعيف ومحتال يغتال من يعتقد أنه يهدد حكمه. حتى أنه يحاول اغتيال ماكبث، ما اجبر ديمونا إلى التحالف مع الأخير، توفي دنكان بعد أن حاول ضرب بلورة طاقة سحرية أعطتها الأخوات إلى ماكبث لتمكنه من هزيمة دنكان.